# Giochi Preziosi
Giochi Preziosi ist der Name eines vor allem in Europa bekannten Spielzeugherstellers. Das Unternehmen ist nach dessen Gründer, Enrico Preziosi, benannt.
Giochi Preziosi wurde 1978 gegründet. Der Hauptsitz des Unternehmens befindet sich offiziell in Cogliate, Italien, weitere Firmensitze sind unter anderem in Frankreich und Deutschland niedergelassen. Preziosi vertreibt hauptsächlich Spielzeuge in Form von Puppen, Teddybären und Hampelmännern, aber auch Brett- und Computerspiele. Der Werbeslogan des Unternehmens lautet im deutschsprachigen Raum: „Spiel mit Preziosi!“ Anfang 2002 fusionierte Preziosi mit dem Spielzeughersteller Smoby. Außerdem arbeitet Preziosi unter anderem mit den Medienunternehmen Mondo TV und Marathon Media zusammen.